# Alvis TF 21
La Alvis TF 21 è un'autovettura prodotta dalla casa automobilistica britannica Alvis dal 1966 al 1967, ultimo modello realizzato prima della chiusura della casa.

## Descrizione
La TF21 era una versione aggiornata della Alvis TE 21 del 1963 e fu l'ultimo modello prodotto dalla Alvis prima della chiusura della casa automobilistica. La Alvis continuò a produrre mezzi corazzati fino al 2004, quando chiuse completamente. Annunciata al salone dell'automobile di Ginevra nel marzo 1966, rimase in produzione fino al 1967.
La meccanica del modello ripresentava lo schema a motore anteriore/longitudinale e trazione posteriore. 
Esternamente la TF 21 era simile alla TE 21, e a livello meccanico erano state apportate alcune modifiche alle sospensioni e all'interno la strumentazione era meglio organizzata. Il motore, un sei cilindri in linea da 2993 cm³ di cilindrata utilizzato per la prima volta sulla Alvis TA 21 del 1950, aveva una potenza di 150 CV (112 kW) a 4.750 giri/min. La velocità massima era di 193 km/h. La trasmissione era affidata a un cambio automatico o a un cambio manuale a cinque velocità realizzato della ZF Friedrichshafen.
Le sospensioni erano indipendenti con molle elicoidali nell'avantreno e a balestra semiellittica nel retrotreno. I freni erano a disco su tutte le ruote. Furono prodotti 106 esemplari. La TF 21 era disponibile nelle versioni berlina due porte e cabriolet due porte.